# Дзагуров, Инал Хушинович
Ина́л Хуши́нович Дза́гуров (осет. Дзагурти Хушини фурт Инал; род. 5 марта 1980) — российский и словацкий борец вольного стиля, чемпион России (2001) и чемпион мира среди военнослужащих (2001). Мастер спорта международного класса.

## Биография
Родился 5 марта 1980 года. С 8 лет стал заниматься вольной борьбой под руководством Таймураза Ходова. В 2001 году становится чемпионом России в Москве, чемпионом мира среди военнослужащих в Сплите и победителем мемориала Дэйва Шульца в Колорадо-Спрингс. В 2003 году в составе сборной команды России становится бронзовым призёром Кубка мира в Бойсе. В 2004 году переезжает в Словакию и выступает за эту национальную сборную по вольной борьбе, тренируется под руководством Родиона Кертанти. В 2006 году становится победителем международного турнира на призы братьев Белоглазовых в Калининграде.

## Спортивные достижения
- Чемпион России в Москве (2001)
- Чемпион мира среди военнослужащих в Сплите (2001)
- Победитель международного турнира на призы братьев Белоглазовых в Калининграде (2006)[1]
- Победитель мемориала Дэйва Шульца в Колорадо-Спрингс (2001)[2]